# Хендергі
Сільське поселення (сумон) Хендергі (рос.: Хендерги) входить до складу Чеді-Хольського кожууна Республіки Тива Російської Федерації. Адміністративний центр село Ак-Тал. Відстань до с. Хову-Акси 22 км, до Кизила — 94 км, до Москви — 3923 км.

## Населення
Населення сумона станом на 1 січня року
| Рік    | 2011 | 2012 | 2013 | 2014 | 2015 |
| ------ | ---- | ---- | ---- | ---- | ---- |
| Насел. | 917  | 907  | 935  | 956  | 947  |